# Barbara Liskov

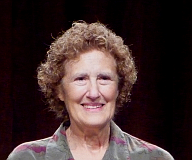
Barbara Liskov auf der OOPSLA 2009

Barbara Jane Huberman Liskov (* 7. November 1939 in Los Angeles) ist eine US-amerikanische Informatikerin. Sie ist als Professorin für Elektrotechnik und Informatik am MIT tätig. Sie promovierte im Jahr 1968 als erste Frau in den Vereinigten Staaten in Informatik (Ph.D. an der Stanford University) und erhielt 2008 als zweite Frau den Turing Award (nach Frances E. Allen).

## Leben und Wirken
Ihren Bachelor in Mathematik erhielt Liskov 1961 an der University of California, Berkeley. Sie arbeitete daraufhin jeweils ein Jahr beim Think-Tank Mitre Corporation und der Harvard University als Programmiererin, und schließlich an der Stanford University als wissenschaftliche Hilfskraft im KI-Bereich, bis sie 1968 dort mit der Arbeit A Program to Play Chess End Games bei John McCarthy ihren Informatik-Ph.D. erhielt. Sie ging bis 1972 wieder zu Mitre, dann an das MIT, wo sie bis 1976 wissenschaftliche Assistentin und bis 1980 außerordentliche Professorin war und seitdem Professorin ist.
Barbara Liskov leitete zahlreiche bedeutende Projekte, darunter den Entwurf und die Implementierung der Programmiersprachen CLU und Argus sowie des objektorientierten Datenbankmanagementsystems Thor. Gemeinsam mit Jeannette Wing entwickelte sie das für die objektorientierte Programmierung bedeutsame Liskovsche Substitutionsprinzip.
Liskov war unter anderem im Computer Science and Telecommunications Board des National Research Council und im Computer and Information Science and Engineering Advisory Committee der National Science Foundation und beriet unter anderem Bolt Beranek and Newman, die Digital Equipment Corporation, Hewlett-Packard, die NCR Corporation und Prime Computer.

## Mitgliedschaften
- Mitglied der amerikanischen National Academy of Engineering
- Mitglied der National Academy of Sciences
- Mitglied der American Academy of Arts and Sciences
- Fellow der ACM

## Auszeichnungen
- 2004 John-von-Neumann-Medaille für fundamental contributions to programming languages, programming methodology, and distributed systems (sinngemäß übersetzt: „Grundlegende Beiträge zu Programmiersprachen, Programmiermethodiken und verteilten Systemen“)
- 2005 Ehrendoktortitel der ETH Zürich
- 2008 Turing Award
- 2018 Computer Pioneer Award
- 2023 Benjamin Franklin Medal des Franklin Institute[1]
- 2023 Fellow des Computer History Museum

## Schriften (Auswahl)
- mit John Guttag: Abstraction and Specification in Program Development (= MIT Electrical Engineering and Computer Science). MIT Press, Cambridge 1986, ISBN 0-262-12112-3 (eingeschränkte Vorschau in der Google-Buchsuche [abgerufen am 7. November 2019]).
- mit John Guttag: Program Development in Java. Abstraction, Specification, and Object-Oriented Design. Addison-Wesley, Boston etc. 2001, ISBN 0-201-65768-6 (eingeschränkte Vorschau in der Google-Buchsuche [abgerufen am 7. November 2019]).